# Elezioni amministrative in Italia del 1952
Le elezioni amministrative italiane del 1952 si tennero il 25 e 26 maggio (a Bolzano e Gorizia il 14 dicembre).
Furono rinnovati numerosi consigli comunali e 24 consigli provinciali.

## Elezioni comunali

### Valle d'Aosta

#### Aosta
| Liste                             | Liste                                          | Voti   | %     | Seggi |
| --------------------------------- | ---------------------------------------------- | ------ | ----- | ----- |
|                                   | Civica (PCI)                                   | 6.267  | 47,41 |       |
| Partito Socialista Italiano (PSI) | 468                                            | 3,54   |       |       |
| Totale coalizione                 | 6.735                                          | 50,95  |       |       |
|                                   | Democrazia Cristiana (DC)                      | 3.490  | 26,39 |       |
| Union Valdôtaine (UV)             | 1.332                                          | 10,07  |       |       |
| Totale coalizione                 | 3.490                                          | 36,46  |       |       |
|                                   | Movimento Sociale Italiano (MSI)               | 769    | 5,82  |       |
|                                   | Partito Socialista Democratico Italiano (PSDI) | 596    | 4,50  |       |
|                                   | Partito Liberale Italiano (PLI)                | 300    | 2,27  |       |
| Totale                            | Totale                                         | 13.222 |       | 40    |

### Trentino-Alto Adige

#### Bolzano
La Regione Trentino-Alto Adige godeva di un’autonomia unica che le dava potere sui suoi comuni. Il suo governo non recepì le nuove normative nazionali preservando così il sistema proporzionale.
| Liste                                          | Voti   | %     | Seggi |
| ---------------------------------------------- | ------ | ----- | ----- |
| Democrazia Cristiana (DC)                      | 9.084  | 24,73 | 10    |
| Südtiroler Volkspartei (SVP)                   | 8.790  | 23,89 | 9     |
| Partito Socialista Italiano (PSI)              | 5.098  | 13,88 | 5     |
| Movimento Sociale Italiano (MSI)               | 4.160  | 11,32 | 5     |
| Partito Socialista Democratico Italiano (PSDI) | 3.413  | 9,29  | 4     |
| Partito Comunista Italiano (PCI)               | 2.778  | 7,56  | 3     |
| PLI - PRI - IC                                 | 1.567  | 4,26  | 2     |
| Partito Nazionale Monarchico (PNM)             | 1.371  | 3,74  | 2     |
| Partito Radicale Socialista (PRS)              | 427    | 1,17  | -     |
| Ind. Tedeschi                                  | 55     | 0,15  | -     |
| Totale                                         | 36.693 |       | 40    |

### Friuli-Venezia Giulia

#### Gorizia
| Liste  | Liste                                          | Voti   | %    | Seggi |
| ------ | ---------------------------------------------- | ------ | ---- | ----- |
|        | Democrazia Cristiana (DC)                      | 9.527  | 42,0 | 26    |
|        | Movimento Sociale Italiano (MSI)               | 3.560  | 15,7 | 4     |
|        | Partito Socialista Democratico Italiano (PSDI) | 1.919  | 8,4  | 2     |
|        | Unione Democratica Slovena (UDS)               | 1.542  | 6,8  | 2     |
|        | Fronte Democratico degli Sloveni (FDS)         | 1.523  | 6,7  | 2     |
|        | PCI - PSI                                      | 1.494  | 6,6  | 1     |
|        | PLI - PRI                                      | 1.289  | 5,7  | 1     |
|        | Partito Nazionale Monarchico (PNM)             | 1.007  | 4,4  | 1     |
|        | Profughi della Venezia Giulia e Dalmazia       | 848    | 3,7  | 1     |
| Totale | Totale                                         | 13.222 |      | 40    |

### Emilia-Romagna

#### Ferrara
| Liste                               | Liste                                          | Voti   | %     | Seggi |
| ----------------------------------- | ---------------------------------------------- | ------ | ----- | ----- |
|                                     | Partito Comunista Italiano (PCI)               | 35.849 | 42,24 | 24    |
| Partito Socialista Italiano (PSI)   | 12.055                                         | 14,20  | 8     |       |
| Indipendenti di Sinistra            | 1.340                                          | 1,58   | 1     |       |
| Totale coalizione                   | 49.244                                         | 61,02  | 33    |       |
|                                     | Democrazia Cristiana (DC)                      | 21.083 | 24,84 | 10    |
| Partito Liberale Italiano (PLI)     | 6.608                                          | 7,79   | 3     |       |
| Partito Repubblicano Italiano (PRI) | 1.485                                          | 1,75   | 1     |       |
| Totale coalizione                   | 29.176                                         | 34,38  | 14    |       |
|                                     | Partito Socialista Democratico Italiano (PSDI) | 6.447  | 7,60  | 3     |
| Totale                              | Totale                                         | 84.867 |       | 50    |

### Umbria

#### Perugia
| Liste                               | Liste                                          | Voti   | %    | Seggi |
| ----------------------------------- | ---------------------------------------------- | ------ | ---- | ----- |
|                                     | Partito Comunista Italiano (PCI)               | 19.396 | 33,8 |       |
| Partito Socialista Italiano (PSI)   | 9.873                                          | 17,2   |      |       |
| Indipendenti di Sinistra            | 321                                            | 0,6    |      |       |
| Totale coalizione                   | 29.490                                         | 51,6   |      |       |
|                                     | Democrazia Cristiana (DC)                      | 13.818 | 24,1 |       |
| Partito Repubblicano Italiano (PRI) | 1.265                                          | 2,2    |      |       |
| Partito Liberale Italiano (PLI)     | 799                                            | 1,4    |      |       |
| Indipendenti di Centro              | 677                                            | 1,1    |      |       |
| Totale coalizione                   | 16.559                                         | 28,8   |      |       |
|                                     | Movimento Sociale Italiano (MSI)               | 6.662  | 11,6 |       |
| Partito Nazionale Monarchico (PNM)  | 1.081                                          | 1,9    |      |       |
| Totale coalizione                   | 7.743                                          | 13,5   |      |       |
|                                     | Partito Socialista Democratico Italiano (PSDI) | 2.838  | 4,9  |       |
|                                     | Indipendenti                                   | 706    | 1,2  |       |
| Totale                              | Totale                                         | 57.336 |      |       |

#### Terni
| Liste                             | Liste                              | Voti   | %    | Seggi |
| --------------------------------- | ---------------------------------- | ------ | ---- | ----- |
|                                   | Partito Comunista Italiano (PCI)   | 19.977 | 40,9 |       |
| Partito Socialista Italiano (PSI) | 11.359                             | 23,3   |      |       |
| Totale coalizione                 | 31.336                             | 62,4   |      |       |
|                                   | DC - PRI - PSDI - PLI              | 14.370 | 29,4 |       |
|                                   | Partito Nazionale Monarchico (PNM) | 3.140  | 6,4  |       |
| Totale                            | Totale                             | 48.846 |      |       |

### Lazio

#### Frosinone
| Liste  | Liste                            | Voti   | %    | Seggi |
| ------ | -------------------------------- | ------ | ---- | ----- |
|        | Democrazia Cristiana(DC)         | 7.182  | 59,4 |       |
|        | Sinistre (PCI-PSI)               | 3.172  | 26,4 |       |
|        | Movimento Sociale Italiano (MSI) | 1.710  | 14,1 |       |
| Totale | Totale                           | 12.064 |      | 40    |

#### Rieti
| Liste                            | Liste                             | Voti   | %    | Seggi |
| -------------------------------- | --------------------------------- | ------ | ---- | ----- |
|                                  | Partito Socialista Italiano (PSI) | 5.839  | 31,9 |       |
| Partito Comunista Italiano (PCI) | 3.116                             | 17,0   |      |       |
| Indipendenti Sinistra            | 813                               | 4,4    |      |       |
| Totale coalizione                | 9.768                             | 53,3   |      |       |
|                                  | Democrazia Cristiana (DC)         | 4.793  | 26,2 |       |
| PRI - PLI - PSDI                 | 1.140                             | 6,2    |      |       |
| Totale coalizione                | 5.932                             | 32,4   |      |       |
|                                  | Movimento Sociale Italiano (MSI)  | 2.596  | 14,2 |       |
| Totale                           | Totale                            | 18.296 |      | 40    |

#### Roma
| Liste                                          | Liste                                                 | Voti    | %     | Seggi |
| ---------------------------------------------- | ----------------------------------------------------- | ------- | ----- | ----- |
|                                                | Democrazia Cristiana (DC)                             | 285.303 | 31,12 | 39    |
| Partito Liberale Italiano (PLI)                | 39.507                                                | 4,31    | 6     |       |
| Partito Socialista Democratico Italiano (PSDI) | 29.876                                                | 3,26    | 4     |       |
| Partito Repubblicano Italiano (PRI)            | 20.651                                                | 2,25    | 3     |       |
| Fronte Economico (FE)                          | 8.683                                                 | 0,95    | 1     |       |
| Totale coalizione                              | 384.020                                               | 41,89   | 53    |       |
|                                                | Lista Cittadina (PCI - PSI - IND)                     | 306.940 | 33,48 | 16    |
| Indipendenti di sinistra (IS): Lista Faro      | 5.717                                                 | 0,62    | -     |       |
| Laburisti Socialdemocratici                    | 1.586                                                 | 0,17    | -     |       |
| Totale coalizione                              | 314.243                                               | 34,27   | 16    |       |
|                                                | Movimento Sociale Italiano (MSI)                      | 142.892 | 15,59 | 8     |
| Partito Nazionale Monarchico (PNM)             | 53.862                                                | 5,88    | 3     |       |
| Unione Romana (UR)                             | 3.441                                                 | 0,38    | -     |       |
| Democrazia Nazionale (DN)                      | 3.369                                                 | 0,37    | -     |       |
| Movimento Popolare Monarchico (MPM)            | 3.255                                                 | 0,35    | -     |       |
| Totale coalizione                              | 206.819                                               | 22,57   | 11    |       |
|                                                | Uomo Qualunque - Fronte Nazionale Monarchico (UQ-FNM) | 5.610   | 0,61  | -     |
|                                                | Unione Socialista Indipendente (USI)                  | 5.137   | 0,56  | -     |
|                                                | Gruppo Lavoratori Indipendenti (GLI)                  | 880     | 0,09  | -     |
| Totale                                         | Totale                                                | 916.709 |       | 80    |

### Molise

#### Campobasso
| Liste                            | Liste                              | Voti   | %     | Seggi |
| -------------------------------- | ---------------------------------- | ------ | ----- | ----- |
|                                  | Democrazia Cristiana (DC)          | 4.818  | 33,98 |       |
| PRI - PLI - PSDI                 | 1.861                              | 13,12  |       |       |
| Totale coalizione                | 6.679                              | 47,10  |       |       |
|                                  | Partito Nazionale Monarchico (PNM) | 2.288  | 16,14 |       |
| Movimento Sociale Italiano (MSI) | 1.977                              | 13,94  |       |       |
| Totale coalizione                | 4.265                              | 30,08  |       |       |
|                                  | PSI - PCI                          | 3.236  | 22,82 |       |
| Totale                           | Totale                             | 14.180 |       | 40    |

### Campania

#### Avellino
| Liste                                          | Liste                              | Voti   | %     | Seggi |
| ---------------------------------------------- | ---------------------------------- | ------ | ----- | ----- |
|                                                | Partito Nazionale Monarchico (PNM) | 4.999  | 27,41 |       |
| Movimento Sociale Italiano (MSI)               | 961                                | 5,27   |       |       |
| Totale coalizione                              | 5.960                              | 32,68  |       |       |
|                                                | Democrazia Cristiana (DC)          | 4.186  | 22,95 |       |
| Partito Repubblicano Italiano (PRI)            | 462                                | 2,53   |       |       |
| Totale coalizione                              | 4.648                              | 25,48  |       |       |
|                                                | Partito Comunista Italiano (PCI)   | 3.417  | 18,74 |       |
| Partito Socialista Italiano (PSI)              | 669                                | 3,67   |       |       |
| Mista                                          | 462                                | 2,53   |       |       |
| Totale coalizione                              | 4.548                              | 24,94  |       |       |
|                                                | Partito Liberale Italiano (PLI)    | 1.361  | 7,46  |       |
| Partito Socialista Democratico Italiano (PSDI) | 1.194                              | 6,55   |       |       |
| Mista Democratica                              | 496                                | 2,55   |       |       |
| Totale coalizione                              | 3.051                              | 16,56  |       |       |
|                                                | Fronte dell'Uomo Qualunque (UQ)    | 31     | 0,17  |       |
| Totale                                         | Totale                             | 18.238 |       |       |

#### Benevento
| Liste                            | Liste                              | Voti   | %     | Seggi |
| -------------------------------- | ---------------------------------- | ------ | ----- | ----- |
|                                  | Partito Nazionale Monarchico (PNM) | 6.568  | 21,96 | 19    |
| Movimento Sociale Italiano (MSI) | 2.324                              | 10,21  | 7     |       |
| Totale coalizione                | 8.892                              | 32,17  | 26    |       |
|                                  | Democrazia Cristiana (DC)          | 5.029  | 22,09 | 5     |
|                                  | Partito Liberale Italiano (PLI)    | 3.542  | 15,56 | 4     |
| PSDI - PRI                       | 1.411                              | 6,20   | 1     |       |
| Totale coalizione                | 4.953                              | 21,76  | 5     |       |
|                                  | PCI - PSI                          | 3.888  | 17,08 | 4     |
| Totale                           | Totale                             | 22.762 |       | 40    |

#### Caserta
| Liste                                          | Liste                              | Voti   | %     | Seggi |
| ---------------------------------------------- | ---------------------------------- | ------ | ----- | ----- |
|                                                | Indipendenti                       | 4.875  | 21,08 |       |
| Partito Liberale Italiano (PLI)                | 2.310                              | 9,99   |       |       |
| Partito Socialista Democratico Italiano (PSDI) | 553                                | 2,39   |       |       |
| Totale coalizione                              | 7.738                              | 33,46  |       |       |
|                                                | Partito Nazionale Monarchico (PNM) | 3.861  | 16,70 |       |
| Movimento Sociale Italiano (MSI)               | 2.511                              | 10,86  |       |       |
| Totale coalizione                              | 6.372                              | 27,56  |       |       |
|                                                | Democrazia Cristiana (DC)          | 3.964  | 17,14 |       |
| Indipendenti di Destra                         | 2.076                              | 8,98   |       |       |
| Totale coalizione                              | 6.040                              | 26,12  |       |       |
|                                                | Partito Comunista Italiano (PCI)   | 2.378  | 10,28 |       |
| Partito Socialista Italiano (PSI)              | 490                                | 2,12   |       |       |
| Indipendenti di Sinistra                       | 107                                | 0,46   |       |       |
| Totale coalizione                              | 2.975                              | 12,86  |       |       |
| Totale                                         | Totale                             | 23.125 |       |       |

#### Napoli
| Liste                                                    | Liste                              | Voti    | %     | Seggi |
| -------------------------------------------------------- | ---------------------------------- | ------- | ----- | ----- |
|                                                          | Partito Nazionale Monarchico (PNM) | 147.814 | 29,48 | 38    |
| Movimento Sociale Italiano (MSI)                         | 59.117                             | 11,79   | 15    |       |
| Indipendente di destra (ID): Destra Nazionale            | 971                                | 0,19    | -     |       |
| Totale coalizione                                        | 207.902                            | 41,46   | 53    |       |
|                                                          | Democrazia Cristiana (DC)          | 119.679 | 23,87 | 13    |
| Partito Liberale Italiano (PLI)                          | 20.531                             | 4,09    | 2     |       |
| Partito Socialista Democratico Italiano (PSDI)           | 7.648                              | 1,53    | -     |       |
| Indipendenti di centro (IC): Fronte Nazionale Monarchico | 6.453                              | 1,29    | -     |       |
| Partito Repubblicano Italiano (PRI)                      | 1.983                              | 0,40    | -     |       |
| Fronte dell'Uomo Qualunque (UQ)                          | 1.957                              | 0,39    | -     |       |
| Totale coalizione                                        | 158.341                            | 31,57   | 15    |       |
|                                                          | Partito Comunista Italiano         | 107.916 | 21,52 | 10    |
| I Socialisti (PSI)                                       | 15.075                             | 3,01    | 1     |       |
| Indipendenti di Sinistra (IS): Lista Pino                | 12.282                             | 2,45    | 1     |       |
| Totale coalizione                                        | 135.273                            | 26,98   | 12    |       |
| Totale                                                   | Totale                             | 501.426 |       | 80    |

#### Salerno
| Liste                            | Liste                                          | Voti   | %     | Seggi |
| -------------------------------- | ---------------------------------------------- | ------ | ----- | ----- |
|                                  | Partito Nazionale Monarchico (PNM)             | 11.436 | 24,77 | 18    |
| Movimento Sociale Italiano (MSI) | 4.640                                          | 10,05  | 8     |       |
| Totale coalizione                | 16.076                                         | 34,82  | 26    |       |
|                                  | Democrazia Cristiana (DC)                      | 12.861 | 27,85 | 7     |
| Partito Liberale Italiano (PLI)  | 2.098                                          | 4,54   | -     |       |
| Totale coalizione                | 14.959                                         | 32,39  | 7     |       |
|                                  | Partito Socialista Italiano (PSI)              | 9.794  | 21,21 |       |
| Partito Comunista Italiano (PCI) | 3.961                                          | 8,58   |       |       |
| Totale coalizione                | 13.755                                         | 29,79  | 7     |       |
|                                  | Partito Socialista Democratico Italiano (PSDI) | 1.384  | 3,00  | -     |
| Totale                           | Totale                                         | 46.174 |       | 40    |

### Puglia

#### Bari
| Liste                                          | Liste                                                | Voti    | %     | Seggi |
| ---------------------------------------------- | ---------------------------------------------------- | ------- | ----- | ----- |
|                                                | Partito Nazionale Monarchico (PNM)                   | 28.637  | 22,82 | 25    |
| Movimento Sociale Italiano (MSI)               | 16.436                                               | 13,10   | 15    |       |
| Totale coalizione                              | 45.073                                               | 35,92   | 40    |       |
|                                                | Partito Comunista Italiano (PCI)                     | 25.563  | 20,38 | 6     |
| Partito Socialista Italiano (PSI)              | 14.114                                               | 11,25   | 4     |       |
| Indipendenti di Sinistra                       | 1.193                                                | 0,95    | -     |       |
| Totale coalizione                              | 40.870                                               | 32,58   | 10    |       |
|                                                | Democrazia Cristiana (DC)                            | 29.518  | 23,53 | 8     |
| Partito Liberale Italiano (PLI)                | 3.182                                                | 2,54    | 1     |       |
| Partito Socialista Democratico Italiano (PSDI) | 3.143                                                | 2,51    | 1     |       |
| Partito Repubblicano Italiano (PRI)            | 1.293                                                | 1,03    | -     |       |
| Centrosinistra                                 | 696                                                  | 0,55    | -     |       |
| Totale coalizione                              | 37.832                                               | 30,16   | 10    |       |
|                                                | Fronte dell'Uomo Qualunque-Fronte Naz. Mon. (UQ-FNM) | 1.276   | 1,02  | -     |
|                                                | Movimento Lavoratori Italiani                        | 404     | 0,32  | -     |
| Totale                                         | Totale                                               | 125.455 |       | 60    |

#### Foggia
| Liste                            | Liste                                          | Voti   | %     | Seggi |
| -------------------------------- | ---------------------------------------------- | ------ | ----- | ----- |
|                                  | Partito Nazionale Monarchico (PNM)             | 10.159 | 24,55 |       |
| Movimento Sociale Italiano (MSI) | 3.874                                          | 9,36   |       |       |
| Fronte dell'Uomo Qualunque (UQ)  | 385                                            | 0,93   |       |       |
| Totale coalizione                | 14.418                                         | 34,84  |       |       |
|                                  | Mista (PSI-PCI)                                | 13.835 | 33,43 |       |
|                                  | Democrazia Cristiana (DC)                      | 10.801 | 26,10 |       |
| Partito Liberale Italiano (PLI)  | 363                                            | 0,88   |       |       |
| Totale coalizione                | 11.164                                         | 26,98  |       |       |
|                                  | Indipendenti di Centro                         | 810    | 1,96  |       |
|                                  | Partito Socialista Democratico Italiano (PSDI) | 612    | 1,48  |       |
|                                  | IV Internazionale                              | 547    | 1,32  |       |
| Totale                           | Totale                                         | 41.386 |       |       |

### Basilicata

#### Matera
| Liste                              | Liste                                          | Voti   | %     | Seggi |
| ---------------------------------- | ---------------------------------------------- | ------ | ----- | ----- |
|                                    | Democrazia Cristiana (DC)                      | 5.036  | 32,78 |       |
| Partito Nazionale Monarchico (PNM) | 1.642                                          | 10,69  |       |       |
| Partito Liberale Italiano (PLI)    | 887                                            | 5,77   |       |       |
| Totale coalizione                  | 7.565                                          | 49,24  |       |       |
|                                    | Partito Comunista Italiano (PCI)               | 5.676  | 36,95 |       |
| Partito Socialista Italiano (PSI)  | 579                                            | 3,77   |       |       |
| Indipendenti di Sinistra           | 169                                            | 1,10   |       |       |
| Totale coalizione                  | 6.424                                          | 41,82  |       |       |
|                                    | Movimento Sociale Italiano (MSI)               | 987    | 6,42  |       |
|                                    | Partito Socialista Democratico Italiano (PSDI) | 386    | 2,51  |       |
| Totale                             | Totale                                         | 15.362 |       |       |

#### Potenza
| Liste                                          | Liste                              | Voti   | %     | Seggi |
| ---------------------------------------------- | ---------------------------------- | ------ | ----- | ----- |
|                                                | Democrazia Cristiana (DC)          | 4.995  | 31,61 | 19    |
| Partito Socialista Democratico Italiano (PSDI) | 1.223                              | 7,74   | 5     |       |
| Partito Liberale Italiano (PLI)                | 254                                | 1,61   | 1     |       |
| Partito Repubblicano Italiano (PRI)            | 221                                | 1,40   | 1     |       |
| Totale coalizione                              | 6.693                              | 42,36  | 26    |       |
|                                                | Partito Nazionale Monarchico (PNM) | 2.542  | 16,08 | 4     |
| Movimento Sociale Italiano (MSI)               | 1.794                              | 11,35  | 3     |       |
| Contadini Monarchici                           | 394                                | 2,49   | 1     |       |
| Totale coalizione                              | 4.730                              | 19,92  | 8     |       |
|                                                | Partito Comunista Italiano (PCI)   | 2.879  | 18,22 | 4     |
| Partito Socialista Italiano (PSI)              | 1.368                              | 8,66   | 2     |       |
| Indipendenti di Sinistra                       | 134                                | 0,85   | -     |       |
| Totale coalizione                              | 4.381                              | 27,73  | 6     |       |
| Totale                                         | Totale                             | 15.804 |       | 40    |

### Calabria

#### Catanzaro
| Liste                                                    | Liste                                                   | Voti   | %     | Seggi |
| -------------------------------------------------------- | ------------------------------------------------------- | ------ | ----- | ----- |
|                                                          | Democrazia Cristiana (DC)                               | 7.917  | 30,10 |       |
| Partito Socialista Democratico Italiano (Saragat) (PSDI) | 2.361                                                   | 8,98   |       |       |
| Partito Repubblicano Italiano (PRI)                      | 1.221                                                   | 4,64   |       |       |
| Partito Liberale Italiano (PLI)                          | 896                                                     | 3,41   |       |       |
| Totale coalizione                                        | 12.395                                                  | 47,13  |       |       |
|                                                          | Movimento Sociale Italiano (MSI)                        | 3.715  | 14,12 |       |
| Partito Nazionale Monarchico (PNM)                       | 2.606                                                   | 9,91   |       |       |
| Indipendenti di Destra                                   | 374                                                     | 1,42   |       |       |
| Totale coalizione                                        | 6.695                                                   | 25,45  |       |       |
|                                                          | Sinistre (PCI-PSI)                                      | 6.261  | 23,80 |       |
|                                                          | Partito Socialista Democratico Italiano (Romita) (PSDI) | 954    | 3,63  |       |
| Totale                                                   | Totale                                                  | 26.305 |       | 40    |

#### Cosenza
| Liste                              | Liste                            | Voti   | %     | Seggi |
| ---------------------------------- | -------------------------------- | ------ | ----- | ----- |
|                                    | Democrazia Cristiana (DC)        | 11.071 | 43,47 |       |
| Partito Liberale Italiano (PLI)    | 791                              | 3,11   |       |       |
| Totale coalizione                  | 11.862                           | 46,58  |       |       |
|                                    | Socialcomunisti (PCI)            | 4.270  | 16,77 |       |
| Partito Socialista Italiano (PSI)  | 2.505                            | 9,83   |       |       |
| Indipendenti di Sinistra           | 720                              | 2,83   |       |       |
| Totale coalizione                  | 7.495                            | 29,43  |       |       |
|                                    | Movimento Sociale Italiano (MSI) | 3.596  | 14,12 |       |
| Partito Nazionale Monarchico (PNM) | 1.570                            | 6,16   |       |       |
| Totale coalizione                  | 5.166                            | 20,28  |       |       |
|                                    | PSDI - PRI                       | 946    | 3,71  |       |
| Totale                             | Totale                           | 25.469 |       | 40    |

#### Reggio Calabria
| Liste                                          | Liste                              | Voti   | %     | Seggi |
| ---------------------------------------------- | ---------------------------------- | ------ | ----- | ----- |
|                                                | Democrazia Cristiana (DC)          | 22.375 | 33,10 |       |
| Partito Liberale Italiano (PLI)                | 3.603                              | 5,33   |       |       |
| Partito Socialista Democratico Italiano (PSDI) | 2.717                              | 4,02   |       |       |
| Partito Repubblicano Italiano (PRI)            | 1.066                              | 1,57   |       |       |
| Totale coalizione                              | 29.761                             | 44,02  |       |       |
|                                                | Partito Comunista Italiano (PCI)   | 12.422 | 18,37 |       |
| Partito Socialista Italiano (PSI)              | 9.212                              | 13,63  |       |       |
| Indipendenti di Sinistra                       | 653                                | 0,97   |       |       |
| Totale coalizione                              | 22.287                             | 32,97  |       |       |
|                                                | Partito Nazionale Monarchico (PNM) | 8.486  | 12,55 |       |
| Movimento Sociale Italiano (MSI)               | 6.812                              | 10,08  |       |       |
| Democrazia Nazionale                           | 260                                | 0,38   |       |       |
| Totale coalizione                              | 15.558                             | 23,01  |       |       |
| Totale                                         | Totale                             | 67.606 |       |       |

### Sicilia
La Regione Siciliana godeva di un’autonomia unica che le dava potere sui suoi comuni. Il suo governo non recepì le nuove normative nazionali preservando così il sistema proporzionale. 

#### Agrigento
| Liste                                          | Voti   | %     | Seggi |
| ---------------------------------------------- | ------ | ----- | ----- |
| Democrazia Cristiana (DC)                      | 9.181  | 48,34 |       |
| Blocco del Popolo (PCI-PSI)                    | 4.071  | 21,44 |       |
| Movimento Sociale Italiano (MSI)               | 3.985  | 20,98 |       |
| Partito Nazionale Monarchico (PNM)             | 1.385  | 7,29  |       |
| Partito Socialista Democratico Italiano (PSDI) | 369    | 1,94  |       |
| Totale                                         | 18.991 |       |       |

#### Caltanissetta
| Liste                                          | Voti   | %     | Seggi |
| ---------------------------------------------- | ------ | ----- | ----- |
| Democrazia Cristiana (DC)                      | 9.500  | 35,19 |       |
| Blocco del Popolo (PCI-PSI)                    | 8.419  | 31,18 |       |
| Partito Nazionale Monarchico (PNM)             | 8.084  | 29,94 |       |
| Partito Socialista Democratico Italiano (PSDI) | 401    | 1,49  |       |
| Partito Repubblicano Italiano (PRI)            | 362    | 1,34  |       |
| Indipendenti di Sinistra                       | 233    | 0,86  |       |
| Totale                                         | 26.999 |       |       |

#### Catania
| Liste                                          | Voti    | %     | Seggi |
| ---------------------------------------------- | ------- | ----- | ----- |
| Democrazia Cristiana (DC)                      | 43.343  | 31,78 |       |
| Autonomia e Rinascita (PCI-PSI)                | 34.034  | 24,94 |       |
| Partito Nazionale Monarchico (PNM)             | 26.410  | 19,36 |       |
| Movimento Sociale Italiano (MSI)               | 25.556  | 18,73 |       |
| Partito Socialista Democratico Italiano (PSDI) | 3.829   | 2,81  |       |
| Fronte Economico                               | 3.318   | 2,43  |       |
| Fronte Nazionale e Marinai d'Italia            | 1.516   | 1,11  |       |
| Movimento Lavoratori Italiani                  | 1.017   | 0,75  |       |
| Socialisti e Comunisti Siciliani               | 416     | 0,30  |       |
| Totale                                         | 136.439 |       | 60    |

#### Enna
| Liste                                          | Voti   | %     | Seggi |
| ---------------------------------------------- | ------ | ----- | ----- |
| Blocco del Popolo (PCI-PSI)                    | 3.140  | 23,68 | 10    |
| Democrazia Cristiana (DC)                      | 2.369  | 17,86 | 8     |
| Partito Repubblicano Italiano (PRI)            | 2.360  | 17,80 | 7     |
| Movimento Sociale Italiano (MSI)               | 2.284  | 17,22 | 7     |
| Partito Nazionale Monarchico (PNM)             | 1.792  | 13,51 | 6     |
| Partito Socialista Democratico Italiano (PSDI) | 536    | 4,04  | 1     |
| Lista civica                                   | 522    | 3,94  | 1     |
| Movimento Lavoratori Italiani                  | 259    | 1,95  | -     |
| Totale                                         | 13.262 |       | 40    |

#### Messina
| Liste                                          | Voti    | %     | Seggi |
| ---------------------------------------------- | ------- | ----- | ----- |
| Democrazia Cristiana (DC)                      | 27.307  | 27,00 |       |
| Blocco del Popolo (PCI-PSI)                    | 18.339  | 18,13 |       |
| Partito Nazionale Monarchico (PNM)             | 17.568  | 17,37 |       |
| Movimento Sociale Italiano (MSI)               | 13.841  | 13,68 |       |
| Partito Liberale Italiano (PLI)                | 13.180  | 13,03 |       |
| Fronte Nazionale Monarchico (FNM)              | 4.585   | 4,53  |       |
| Partito Socialista Democratico Italiano (PSDI) | 4.364   | 4,31  |       |
| Lista Nettuno (PRI-Soc. Ind.)                  | 1.968   | 1,94  |       |
| Totale                                         | 101.152 |       | 50    |

#### Palermo
| Liste                                          | Voti    | %     | Seggi |
| ---------------------------------------------- | ------- | ----- | ----- |
| Democrazia Cristiana (DC)                      | 53.034  | 24,94 | 16    |
| Blocco del Popolo (PCI-PSI)                    | 47.946  | 22,55 | 14    |
| Movimento Sociale Italiano (MSI)               | 40.019  | 18,82 | 12    |
| Partito Nazionale Monarchico (PNM)             | 38.191  | 17,96 | 11    |
| Partito Socialista Democratico Italiano (PSDI) | 9.556   | 4,49  | 2     |
| Fronte Nazionale Monarchico (FNM)              | 9.432   | 4,44  | 2     |
| Partito Liberale Italiano (PLI)                | 8.293   | 3,90  | 2     |
| Rinascita Autonomia                            | 3.280   | 1,54  | 1     |
| Partito Repubblicano Italiano (PRI)            | 2.722   | 1,28  | -     |
| Indipendenti di Sinistra                       | 178     | 0,08  | -     |
| Totale                                         | 212.651 |       | 60    |

#### Ragusa
| Liste                                          | Voti   | %     | Seggi |
| ---------------------------------------------- | ------ | ----- | ----- |
| Democrazia Cristiana (DC)                      | 11.273 | 41,48 |       |
| Blocco del Popolo (PCI-PSI)                    | 7.981  | 29,37 |       |
| Movimento Sociale Italiano (MSI)               | 3.481  | 12,81 |       |
| Partito Nazionale Monarchico (PNM)             | 1.604  | 5,90  |       |
| Coltivatori Diretti Comunisti                  | 1.514  | 5,57  |       |
| Partito Socialista Democratico Italiano (PSDI) | 839    | 3,09  |       |
| Partito Repubblicano Italiano (PRI)            | 483    | 1,78  |       |
| Totale                                         | 27.175 |       |       |

#### Siracusa
| Liste                                          | Voti   | %      | Seggi |
| ---------------------------------------------- | ------ | ------ | ----- |
| Blocco del Popolo (PCI-PSI)                    | 10.971 | 33,74  | 14    |
| Democrazia Cristiana (DC)                      | 9.815  | 30,19  | 12    |
| Movimento Sociale Italiano (MSI)               | 6.895  | 21,21  | 9     |
| Partito Nazionale Monarchico (PNM)             | 2.340  | 7,20   | 3     |
| Partito Socialista Democratico Italiano (PSDI) | 2.033  | 6,25   | 2     |
| Fronte Nazionale Monarchico (FNM)              | 458    | 1,7841 | -     |
| Totale                                         | 32.512 |        |       |

#### Trapani
| Liste                              | Voti   | %     | Seggi |
| ---------------------------------- | ------ | ----- | ----- |
| Lista Rinascita (PSI-PCI)          | 8.905  | 27,42 | 11    |
| Movimento Sociale Italiano (MSI)   | 7.429  | 22,88 | 9     |
| Democrazia Cristiana (DC)          | 6.943  | 21,38 | 9     |
| Unione cittadina (UQ-PRI-PLI-PSDI) | 5.500  | 16,94 | 7     |
| Partito Nazionale Monarchico (PNM) | 2.650  | 8,16  | 3     |
| Fronte Nazionale Monarchico (FNM)  | 1.047  | 3,22  | 1     |
| Totale                             | 32.474 |       | 40    |

### Sardegna

#### Cagliari
| Liste                              | Liste                            | Voti   | %     | Seggi |
| ---------------------------------- | -------------------------------- | ------ | ----- | ----- |
|                                    | Democrazia Cristiana (DC)        | 20.497 | 31,42 |       |
| Partito Liberale Italiano (PLI)    | 3.972                            | 6,08   |       |       |
| Fronte dell'Uomo Qualunque (UQ)    | 1.368                            | 2,10   |       |       |
| Totale coalizione                  | 25.837                           | 39,60  |       |       |
|                                    | Movimento Sociale Italiano (MSI) | 11.090 | 17,00 |       |
| Partito Nazionale Monarchico (PNM) | 8.763                            | 13,43  |       |       |
| Totale coalizione                  | 19.853                           | 30,43  |       |       |
|                                    | Partito Comunista Italiano (PCI) | 12.561 | 19,27 |       |
| Partito Socialista Italiano (PSI)  | 4.800                            | 7,36   |       |       |
| Totale coalizione                  | 17.361                           | 26,63  |       |       |
|                                    | PSd'Az - PSDI - PRI              | 2.178  | 3,34  |       |
| Totale                             | Totale                           | 65.229 |       |       |

#### Nuoro
| Liste                              | Liste                            | Voti  | %     | Seggi |
| ---------------------------------- | -------------------------------- | ----- | ----- | ----- |
|                                    | Democrazia Cristiana (DC)        | 2.895 | 36,17 |       |
|                                    | Partito Comunista Italiano (PCI) | 1.686 | 21,06 |       |
| Partito Socialista Italiano (PSI)  | 711                              | 8,88  |       |       |
| Totale coalizione                  | 2.397                            | 29,94 |       |       |
|                                    | Movimento Sociale Italiano (MSI) | 1.513 | 18,90 |       |
| Partito Nazionale Monarchico (PNM) | 317                              | 3,96  |       |       |
| Totale coalizione                  | 1.830                            | 22,86 |       |       |
|                                    | Mista Democratica                | 882   | 11,02 |       |
| Totale                             | Totale                           | 8.004 |       |       |

#### Sassari
| Liste             | Liste                              | Voti   | %     | Seggi |
| ----------------- | ---------------------------------- | ------ | ----- | ----- |
|                   | Democrazia Cristiana (DC)          | 11.391 | 35,59 | 23    |
| PSDI - PRI        | 1.552                              | 4,85   | 3     |       |
| Totale coalizione | 12.943                             | 40,44  | 26    |       |
|                   | Partito Nazionale Monarchico (PNM) | 8.533  | 26,66 | 6     |
|                   | Sinistre (PCI-PSI-PSd'Az)          | 6.168  | 19,27 | 5     |
|                   | Movimento Sociale Italiano (MSI)   | 4.365  | 13,64 | 3     |
| Totale            | Totale                             | 32.009 |       | 40    |

## Elezioni provinciali
Nel 1952 si tennero le elezioni per il rinnovo di 24 consigli provinciali, in prevalenza del Sud; tra quelle chiamate al voto, le province della Spezia e di Pescara, i cui consigli provinciali erano stati rinnovati l'anno precedente.
| Liste                               | Voti      | %    | Seggi |
| ----------------------------------- | --------- | ---- | ----- |
| Democrazia Cristiana (DC)           | 2.173.603 | 29,8 | 262   |
| Partito Comunista Italiano (PCI)    | 1.421.131 | 19,4 | 150   |
| Movimento Sociale Italiano (MSI)    | 843.791   | 11,5 | 57    |
| Partito Socialista Italiano (PSI)   | 761.867   | 10,4 | 85    |
| Partito Nazionale Monarchico (PNM)  | 661.331   | 9,8  | 60    |
| Partito Liberale Italiano (PLI)     | 326.507   | 4,5  | 26    |
| PSLI - PSU - PSDI                   | 266.845   | 3,7  | 20    |
| Indipendenti di sinistra            | 264.649   | 3,6  | 22    |
| Indipendenti                        | 137.600   | 1,9  | 14    |
| Indipendenti di destra              | 159.615   | 2,2  | 19    |
| Partito Repubblicano Italiano (PRI) | 144.479   | 2,0  | 9     |
| Fronte dell'Uomo Qualunque (FUQ)    | 41.526    | 0,6  | 3     |
| Altri                               | 112.726   | 1,5  | 4     |
| Totale                              | 7.315.670 |      | 731   |